# سرمایه طبیعی

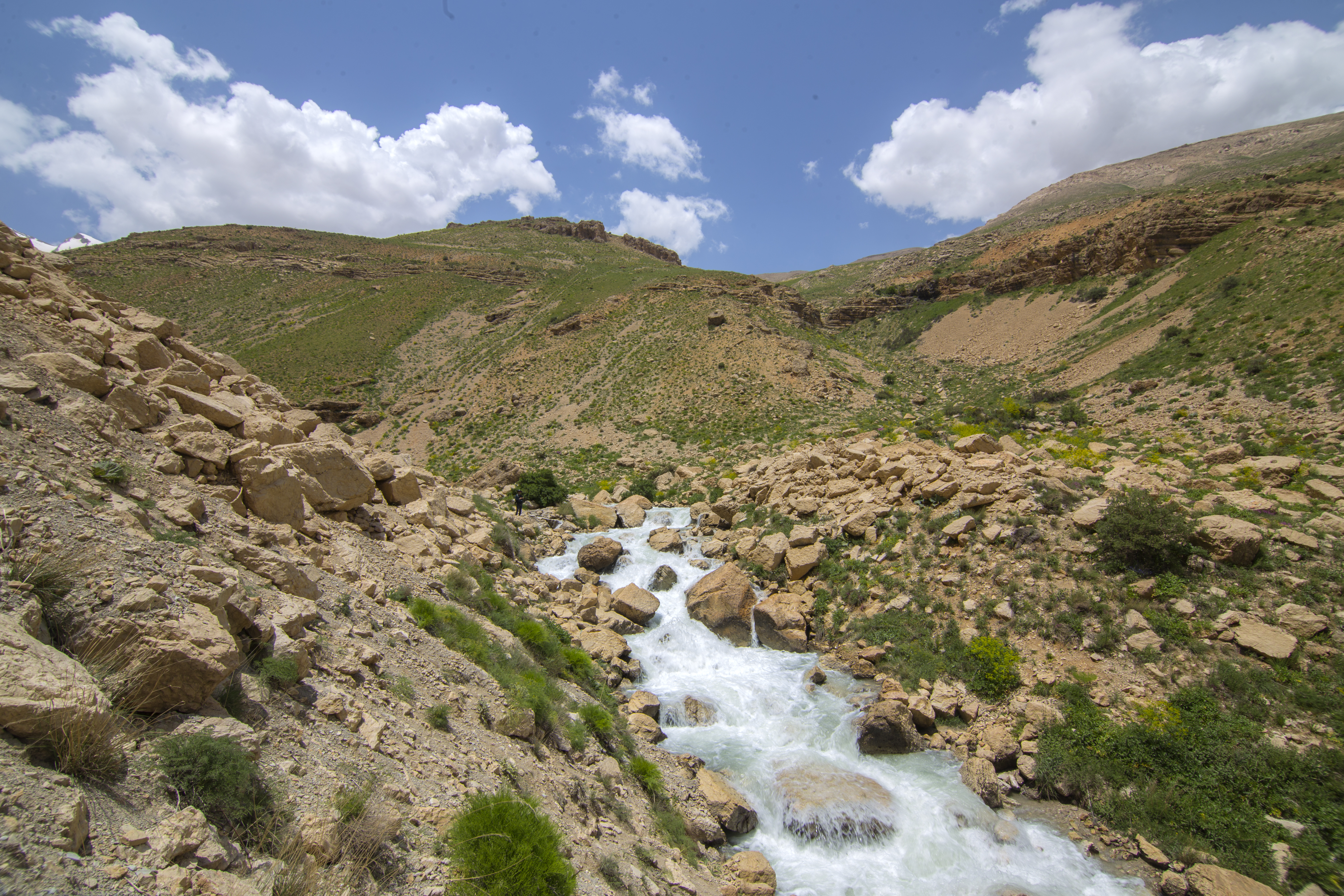
رودخانه‌های طبیعی پادنا در استان اصفهان، که از سرمایه‌های طبیعی این استان و ایران هستند و برای تأمین آب آشامیدنی و آب مورد نیاز در کشاورزی مورد استفاده قرار می‌گیرند.

سرمایه طبیعی (انگلیسی: Natural capital) به ذخایر طبیعی جهان اطلاق می‌شود، که منابعی چون ذخایر زمین‌شناسی، خاک، هوا، آب و تمام موجودات زنده متعلق به آن را در بر می‌گیرد. سرمایه‌های طبیعی در هر مکان جغرافیایی که وجود داشته باشند، اغلب مردم آن منطقه را از کالاها و خدمات عمومی، بهره‌مند می‌سازند، که بنام خدمات اکوسیستم نامیده می‌شود. دو مورد از سرمایه‌های طبیعی شامل آب پاک و خاک حاصلخیز، پیش نیاز شکل‌گیری جوامع انسانی می‌باشند، که از طریق این منابع اقتصادها را پایه‌ریزی می‌نمایند.